# Campeonato Paulista 1907
El Campeonato de la Liga Paulista de Fútbol de 1907 fue la sexta edición de esta competición entre clubes de fútbol de São Paulo afiliados a la Liga Paulista de Foot-Ball (LPF). Es reconocido oficialmente por la Federación Paulista de Fútbol (FPF) como la sexta edición del Campeonato Paulista de Fútbol.
Disputado entre el 3 de mayo y el 15 de noviembre, contó con la participación de seis equipos, dos de ellos debutantes, Sport Club Americano y Clube Athletico Internacional, ambos de la ciudad de Santos, marcando por primera vez la participación de equipos fuera de la capital en el torneo local. El Sport Club Internacional se proclamó campeón del torneo, ganando el título por primera vez.

## Historia
Con la extinción del Mackenzie y la disolución del Athletica das Palmeiras, tras la crisis del campeonato de 1906, la Liga Paulista de Foot-Ball abrió la oportunidad para que dos equipos ocuparan las vacantes para el campeonato de 1907. Dos equipos de la ciudad de Santos, en el litoral paulista, postularon y pudieron participar de la competencia: Sport Club Americano y Clube Athletico Internacional.

## Equipos participantes
| Equipo             | Ciudad    | Fundación               |
| ------------------ | --------- | ----------------------- |
| Americano          | Santos    | 21 de mayo de 1903      |
| Germânia           | São Paulo | 7 de septiembre de 1899 |
| Internacional      | Santos    | 27 de octubre de 1902   |
| Internacional      | São Paulo | 19 de agosto de 1899    |
| Paulistano         | São Paulo | 29 de diciembre de 1900 |
| São Paulo Athletic | São Paulo | 13 de mayo de 1888      |

## Desarrollo
La disputa estuvo dominada por el Internacional capitalino, que tras un empate en su debut, consiguió siete victorias consecutivas, lo que lo acercó al título. El partido que podía definir la conquista tuvo lugar el 20 de octubre, frente a Germânia. Una victoria garantizaría el título anticipado, pero, aunque el encuentro terminó en empate 3-3, Germânia presentó un recurso de apelación en protesta por los errores cometidos por el árbitro José Fernando de Macedo Soares durante el lance. El consejo de la liga lo consideró oportuno y concedió la victoria al equipo de la colonia alemana.
El veredicto no cambió el resultado del campeonato, pero sentó un precedente que contradecía la conducta adoptada en ediciones anteriores, en las que interpretaban los errores arbitrales como parte del juego y, por lo tanto, que las decisiones tomadas en el campo eran inapelables.
Incluso con esta derrota en secretaría, Internacional alcanzó el título gracias al propio Germânia, que venció al Americano, el único oponente que podía amenazar el campeonato. Recién llegado a la liga, el equipo de Santos contó con el apoyo de varios jugadores transferidos desde Mackenzie, entre ellos deportistas experimentados como João Belfort Duarte, uno de los pioneros de la liga y futbolista importante de la época. Al final, Americano terminó empatado con Paulistano y compartió el segundo lugar.

### Clasificación
| Pos. | Equipo                  | Pts. | PJ | G | E | P | GF | GC | Dif. | Clasificación |
| ---- | ----------------------- | ---- | -- | - | - | - | -- | -- | ---- | ------------- |
| 1    | Internacional (C)       | 16   | 10 | 7 | 2 | 1 | 23 | 7  | +16  | Campeón       |
| 2    | Americano               | 11   | 10 | 4 | 3 | 3 | 20 | 17 | +3   |               |
| 2    | Paulistano              | 11   | 10 | 5 | 1 | 4 | 14 | 15 | −1   |               |
| 4    | Germânia                | 10   | 10 | 5 | 0 | 5 | 18 | 16 | +2   |               |
| 5    | São Paulo Athletic      | 6    | 9  | 2 | 2 | 5 | 11 | 16 | −5   |               |
| 6    | Internacional de Santos | 4    | 9  | 1 | 2 | 6 | 7  | 22 | −15  |               |

 Fuente: RSSSF
Notas:
1. 1 2  São Paulo Athletic e Internacional de Santos no disputaron su último encuentro.

| Campeón Internacional |
| 1.er título           |